# Trnava Cabunska
Trnava Cabunska (1921-ig Šuma Trnava) falu Horvátországban Verőce-Drávamente megyében. Közigazgatásilag Suhopoljéhoz tartozik.

## Fekvése
Verőce központjától légvonalban 15, közúton 19 km-re délkeletre, községközpontjától légvonalban 7, közúton 10 km-re délre, Nyugat-Szlavóniában, a Papuk-hegység északnyugati szélén fekszik.

## Története
A 20. század első felében keletkezett erdőirtással a Bilo-hegységben, a Trnava-erdő területén. Lakosságát 1921-ben számlálták meg először, amikor 192-en lakták. 1991-ben 127 főnyi lakosságának 91%-a horvát nemzetiségű volt. 2011-ben a településnek 42 lakosa volt.

## Lakossága
| Lakosság változása | Lakosság változása | Lakosság változása | Lakosság változása | Lakosság változása | Lakosság változása | Lakosság változása | Lakosság változása | Lakosság változása | Lakosság változása | Lakosság változása | Lakosság változása | Lakosság változása | Lakosság változása | Lakosság változása | Lakosság változása |
| ------------------ | ------------------ | ------------------ | ------------------ | ------------------ | ------------------ | ------------------ | ------------------ | ------------------ | ------------------ | ------------------ | ------------------ | ------------------ | ------------------ | ------------------ | ------------------ |
| 1857               | 1869               | 1880               | 1890               | 1900               | 1910               | 1921               | 1931               | 1948               | 1953               | 1961               | 1971               | 1981               | 1991               | 2001               | 2011               |
| 0                  | 0                  | 0                  | 0                  | 0                  | 0                  | 192                | 473                | 480                | 477                | 418                | 352                | 186                | 127                | 69                 | 42                 |

## Nevezetességei
A Szent Kereszt Felmagasztalása tiszteletére szentelt római katolikus kápolnája 1996/97-ben épült a helyi hívek és az innen elszármazottak adományaiból.